# Потсдамска декларация
Потсдамската декларация е документ, публикуван на 26 юли 1945 година, в рамките на Потсдамската конференция, съвместна декларация от името на правителствата на Великобритания, САЩ и Република Китай, ръководена от Чан Кайши.
Декларацията отправя ултиматум към правителството на Япония, за безусловна капитулация във Втората световна война.
На 28 юли японското правителство отхвърля исканията от Потсдамската декларация. На 8 август към Потсдамската декларация се присъединява и СССР, обявявайки война на Япония.
На 14 август Япония приема условията от декларацията, а на 2 септември 1945 година е подписан актът за капитулацията на Япония.